# مت ریچی
متیو «مت» توماس ریچی (انگلیسی: Matthew Thomas Ritchie؛ زادهٔ ۱۰ سپتامبر ۱۹۸۹) یک بازیکن فوتبال اهل بریتانیا است.
از باشگاه‌هایی که در آن بازی کرده‌است می‌توان به باشگاه فوتبال ای. اف. سی بورنموث، باشگاه فوتبال پورتسموث، باشگاه فوتبال داگنم و ردبریج، باشگاه فوتبال نوتس کانتی، باشگاه فوتبال نیوکاسل یونایتد، و باشگاه فوتبال سوئیندون تاون اشاره کرد.
وی همچنین در تیم ملی فوتبال اسکاتلند بازی کرده‌است.